# Clubs de la Commune de Paris

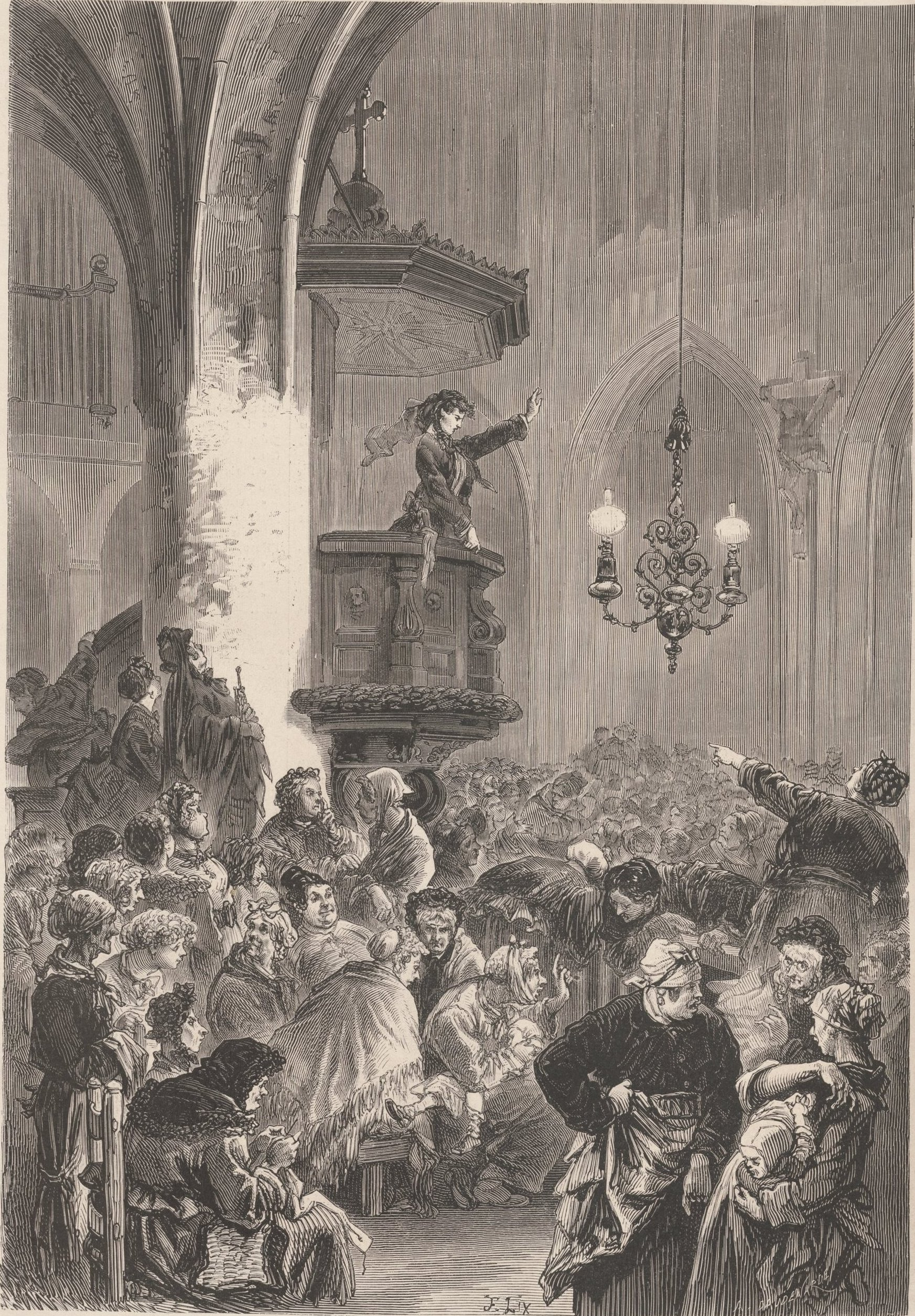
Une séance du Club des femmes dans l'église Saint-Germain-l'Auxerois, par Frédéric Lix.

De nombreux clubs sont créés durant la Commune de Paris, qui éclate le 18 mars 1871. La population, mue par un vent de liberté et d'émancipation, peut s'y retrouver pour y discuter de la situation, proposer des solutions, voire faire pression sur les élus ou aider l'administration communale.

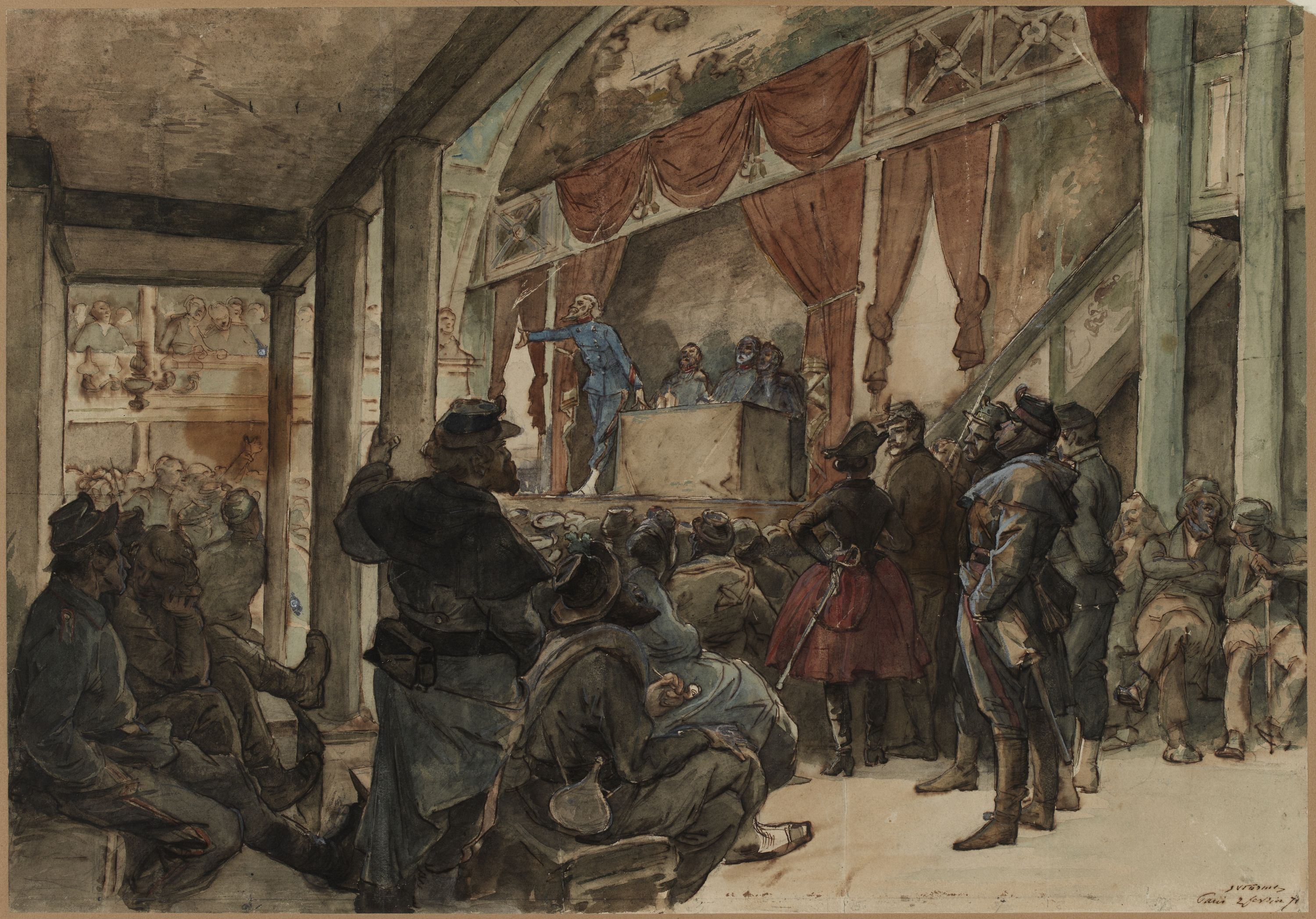
Séance de club pendant la Commune, par Jules Worms.

Pendant cette première révolution sociale, il en existe beaucoup, réunis dans les lieux les plus divers. Ils permettent à des orateurs (et oratrices) réguliers ou occasionnels de faire entendre les aspirations de la population, en particulier la mise sur pied d'un nouvel ordre social favorable aux classes populaires.

## Géographie
Si ces clubs sont nombreux dans les quartiers centraux (Ier, IIe, IIIe, IVe, Ve et VIe arrondissements), les quartiers chics de l'ouest parisien n'en comptent aucun (VIIe, VIIIe  et XVIe).

## Fédération
Les clubs se fédérèrent le 7 mai 1871 afin d'avoir des contacts plus efficaces avec le Conseil de la Commune.

## Origines
En 1868, les réunions publiques peuvent se tenir mais les sujets politiques et religieux doivent être évités et la police doit être présente. La proclamation de la Troisième République met fin à ces limitations.

## Le Club de la Révolution
Louise Michel[réf. incomplète], participant activement aux émeutes, notamment place de l’Hôtel de Ville et faisant partie de la frange la plus révolutionnaire et radicale du mouvement, anime également ce club dans l’église Saint-Bernard de la Chapelle.
Dans le quartier des Batignolles il est créé le 3 mai 1871 dans l’église Saint-Michel des Batignolles le club de la révolution sociale qui comprend une majorité de femmes. Ainsi « la maîtresse de Malon », André Léo y intervient, c'est aussi le cas de Blanche Lefebvre, cette dernière sera tuée le 23 mai 1871, à l’âge de 24 ans, rue des Dames.
Les principaux thèmes se basent sur les questions d’éducation en préconisant les écoles professionnelles, les orphelinats laïcs ainsi qu’un enseignement vivant et populaire.

## Le club des prolétaires
Le club des prolétaires, successeur du Club Saint-Ambroise, se réunit dans l'Église Saint-Ambroise de Paris sur le boulevard du Prince Eugène, ancien nom du boulevard Voltaire. Il est connu car ses écrits sont jugés par le conseil de guerre.

## Clubs
- Club de la Reine-Blanche
- Club de l'Élysée-Montmartre
- Club de la Salle Robert
- Club de la Vengeance
- le Club de la révolution sociale aux Batignolles ;
- le Club de la victoire à Saint-Sulpice ;
- Club de la salle Molière qui devient : le Club Nicolas, club Nicolas champêtre ou club Nicolas des Champs à l’Église Saint-Nicolas-des-Champs[7]
- Club de la marseillaise, second lieu : Place de Bitche
- Club de la salle Favié (parfois orthographié : club Favier[8] - salle du bal des Folies-Belleville, haut lieu de rassemblement révolutionnaire) à Belleville.
- Club Saint-Éloi
- Club de la Revendication des droits de l’homme et du citoyen
- Club de la rue des Terres-Fortes, animé par Pierre Budaille.
- Le Club de la Salle des Mille et Un Jeux, Louis Lucipia est un habitué[9].
- Club Sainte-Élisabeth
- Club des Montagnards, qui est présidé par Paul Rastoul.
- Club de la Salle Ragache, fréquenté par Béatrix Excoffon.

Certains clubs existent avant la proclamation de la Commune de Paris

## Les clubs de femmes

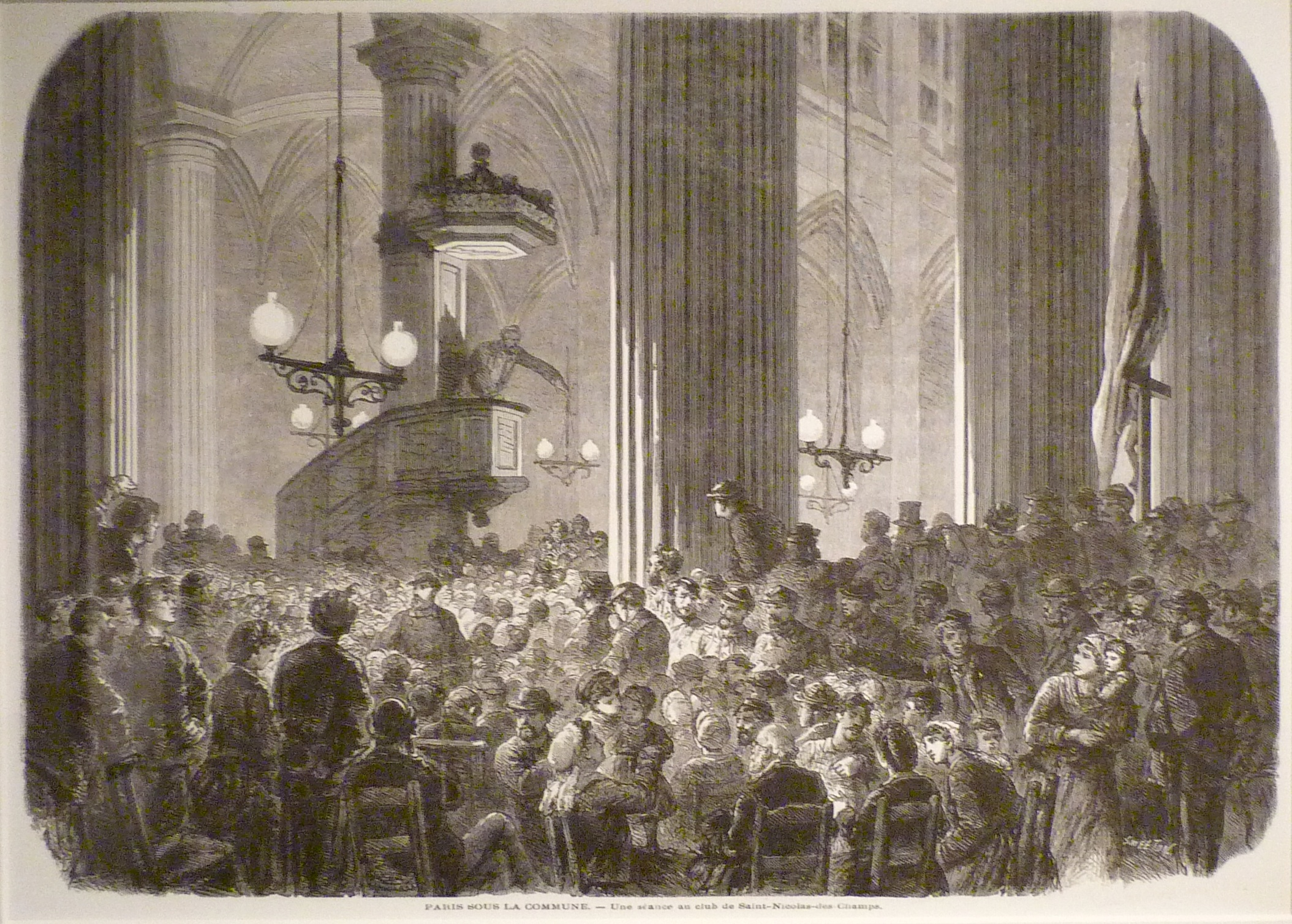
Un réunion du club de l'église Saint-Nicolas-des-Champs (3e arrond.), gravure de S. Melton pour L'Illustration du 20 avril 1871.

La création des clubs par l'Union des femmes pour la défense de Paris et les soins aux blessés assure, en plus de la défense de Paris, la propagation des idées révolutionnaires et le recrutement des femmes. Nathalie Lemel coordonne et intervient parfois dans ses réunions tenues dans les quartiers ouvriers de Paris. Les réunions se tiennent dans les églises, et les femmes y sont particulièrement actives. On distingue :
- Comité de vigilance de Montmartre présidé par Sophie Poirier[12],[13].
- Club de la Délivrance à l'église la Trinité et présidé par Lodoïska Caweska[10]
- Club des libres penseurs à l'église Saint-Germain-l'Auxerrois[10],[14]
- Club des femmes patriotes à Saint Lambert-de-Vaugirard
- Club Saint Nicolas à l'église Saint-Nicolas-des-champs[10]
- Club de Notre-Dame-de-la-Croix à Belleville[11]
- club Éloi, à l’église Saint-Éloi du XIIe arrondissement, où se réunit la légion des Fédérées[15].
- club Ambroise dans le XIe arrondissement qui compte jusqu'à 3 000 femmes[16]
- Club des femmes de la Boule noire[17],[18],[19].

### Le Club de la Boule Noire
Sophie Poirier créa et présida ce club et Béatrix Excoffon en fut la vice-présidente. Pour ce club politique destiné aux femmes uniquement, un appartement rue des Acacias dans le XVIIe arrondissement de Paris fut réquisitionné à sa demande,,. La prostitution, l’organisation du travail, ou l’éducation des jeunes filles sont autant de sujets débattus par ce club. La mort de l'Archevêque de Paris, Georges Darboy, et le renversement de la colonne Vendôme y furent votés.